# Vitstjärtad smaragd
Vitstjärtad smaragd (Microchera chionura) är en fågel i familjen kolibrier.

## Utseende
Vitstjärtad smaragd är en liten kolibri med relativt kort och något nedåtböjd näbb. Hanen är mestadels glittrande smaragdgrön, med vitt på nedre delen av buken och på yttre stjärtpennorna. Honan är lik men det vita sträcker sig ända upp till strupen. Liknande snöbukig smaragd är kopparfärgad på skuldror och övergump och saknar vitt i stjärten.

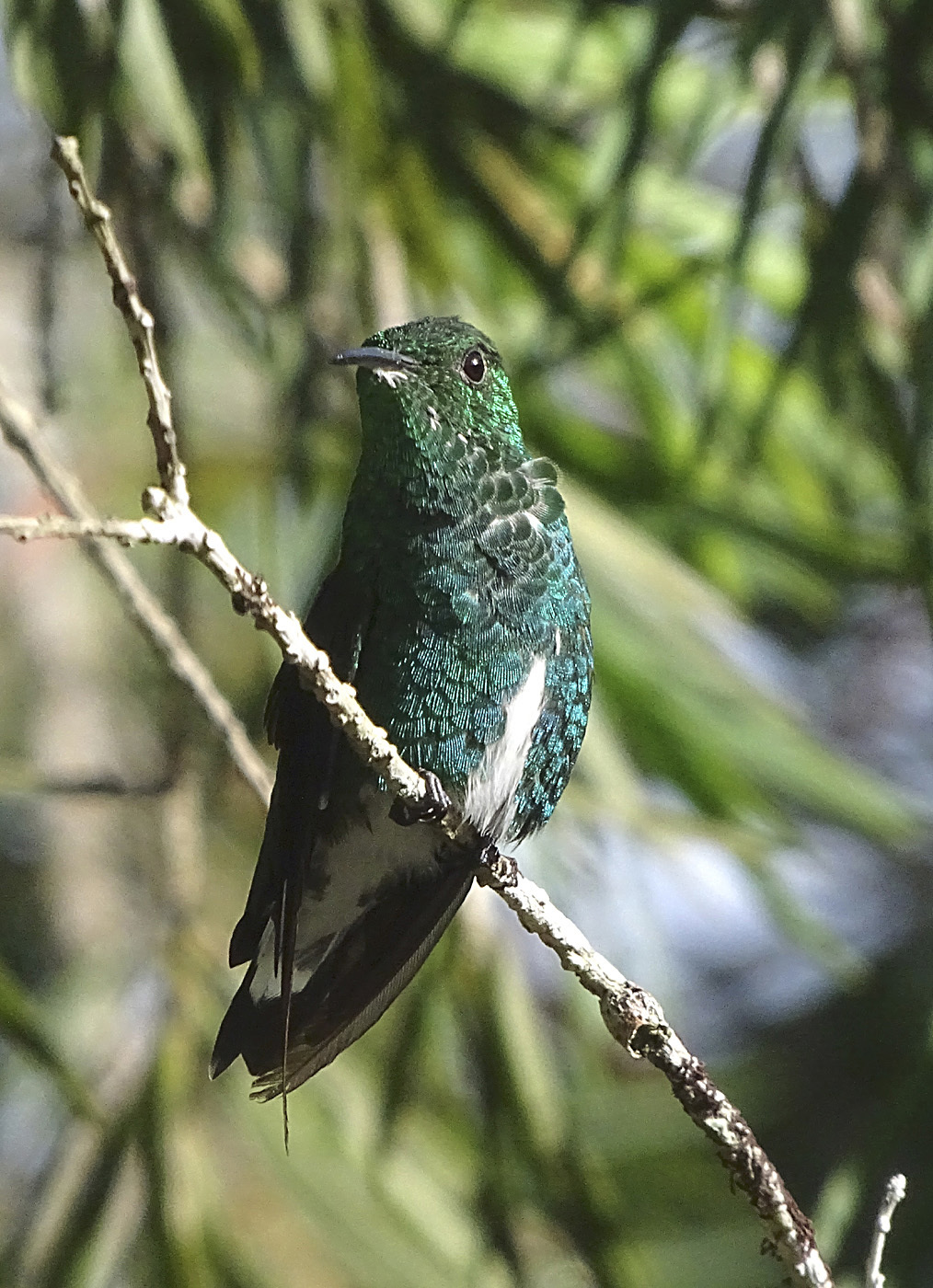

## Utbredning och systematik
Fågeln förekommer från södra Costa Rica till centrala Panama, i Stillahavssluttningen. Den behandlas som monotypisk, det vill säga att den inte delas in i några underarter.

### Släktestillhörighet
Arten placeras traditionellt i släktet Elvira tillsammans med kopparhuvad smaragd, men genetiska studier visar att de står mycket nära snöhättan (Microchera albocoronata) och har därför inkluderats i Microchera.

## Levnadssätt
Vitstjärtad smaragd hittas i förberg på mellan 800 och 2200 meters höjd. Där ses den i skog, skogsbryn och trädgårdar.

## Status
Trots det begränsade utbredningsområdet och att den tros minska i antal anses beståndet vara livskraftigt av internationella naturvårdsunionen IUCN. Beståndet uppskattas till mellan 20 000 och 50 000 vuxna individer.